# George Howard Parker

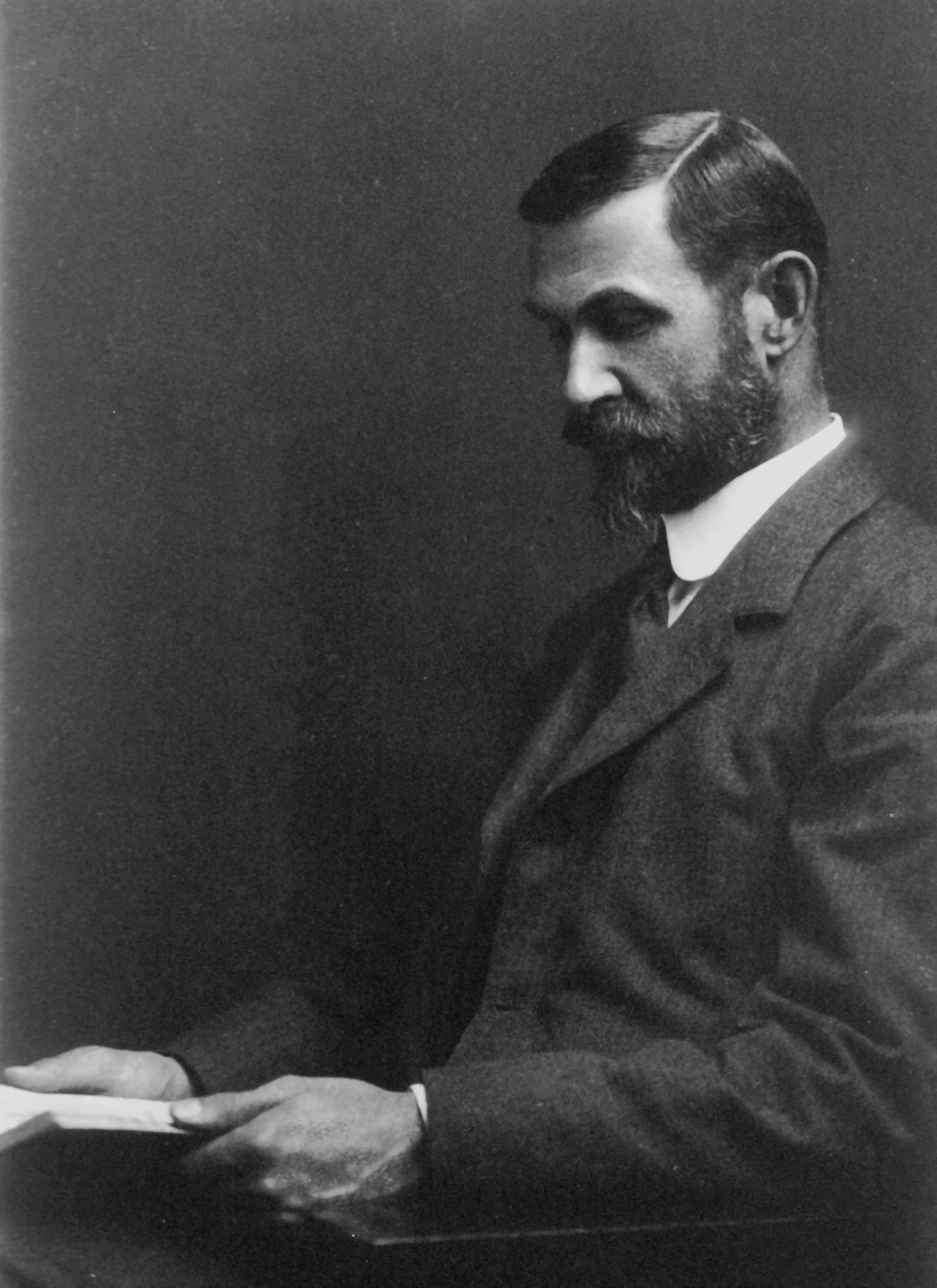
George Howard Parker

George Howard Parker (* 23. Dezember 1864, Philadelphia; † 26. März 1955 in Cambridge (Massachusetts)) war ein US-amerikanischer Zoologe.

## Leben
Sein Studium absolvierte Parker bis 1887 an der Harvard University bei Edward L. Mark mit nachfolgenden Studienaufenthalten in Leipzig, Berlin und Freiburg im Breisgau. Er promovierte 1891 mit der Arbeit The Compound Eyes in Crustaceans und war ab 1906 ordentlicher Professor an der Harvard University. Schwerpunkte seiner Arbeiten waren die Anatomie und Physiologie von Sinnesorganen. 1914 untersuchte er im staatlichen Auftrag auch die Robbenbestände auf den Pribilof-Inseln.
Parker war Mitglied der National Academy of Sciences und von 1933 bis 1935 Präsident der American Academy of Arts and Sciences, in die er selbst 1895 gewählt worden war.
Er heiratete 1894 Luise Merritt Stabler.